# Лазарет

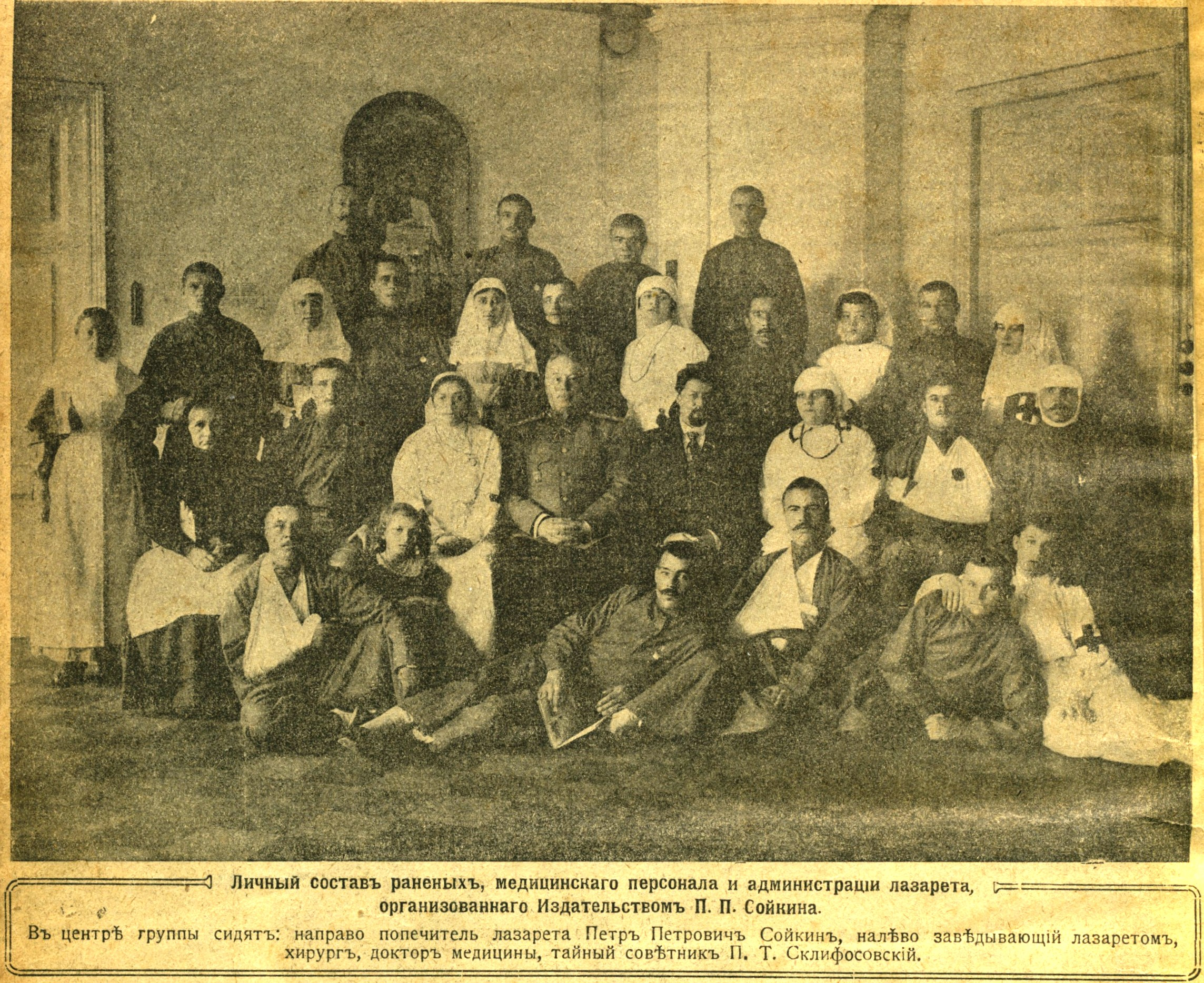
Раненые и персонал в русском лазарете Первой мировой войны (фото 1915 года)

Лазарет — военное медицинское учреждение, непосредственно входящее в состав воинских частей, предназначенное для оказания медицинской помощи и стационарного лечения больных и раненных военнослужащих, которые не нуждаются в продолжительном лечении и в сложных диагностических и специализированных лечебных мероприятиях.
Лазареты создаются при отдельных гарнизонах, в воинских частях и на кораблях. Специализированную медицинскую помощь и лечение военнослужащие получают в военных госпиталях.

## История

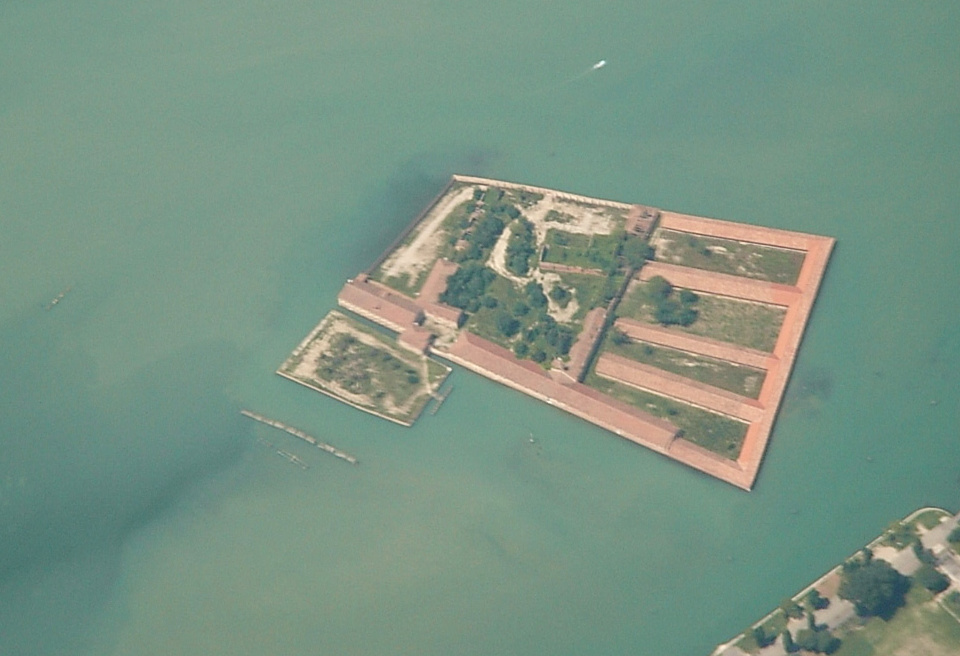
Остров Лазаретто, аэроснимок.

Возникновение термина связано с рыцарями ордена Святого Лазаря. Лазаретом первоначально называлось средневековое убежище для страждущих болезнью святого Лазаря, то есть проказой.
Ранним примером лазарета может служить остров Лазаретто в Венецианской лагуне в четырёх километрах на юго-восток от центра Венеции, у западного побережья острова Лидо. Остров имеет форму, близкую к прямоугольной, и плотно застроен старинными постройками. Он получил название от монастыря, в котором рыцари-лазариты заботились о больных проказой. По приказу венецианского дожа после сильной эпидемии чумы 1348 года на острове был основан карантин, просуществовавший до 1630 года.
Во французской армии лазареты создаются в Тридцатилетнюю войну. В других армиях, не знавших подобных заведений, раненые солдаты получали недостаточную медицинскую помощь и умирали массами. Даже выдающиеся военачальники, такие, как граф фон Тилли, Паппенгейм, Гебриан, умерли от ран, которые французская военная медицина времён Людовика XIV не считала смертельными.
Лазареты получили широкое распространение в европейских армиях XVII—XVIII веков. Медицинский уход за ранеными и больными солдатами положительно сказался на манёвренности и эффективности войск. До этого многие военные брали в поход жену или подругу, нередко с детьми, чтобы обеспечить себе уход на случай болезни или ранения. Огромные обозы, создававшиеся таким образом, уменьшали подвижность войск и увеличивали количество требуемого провианта.

### В имперской России

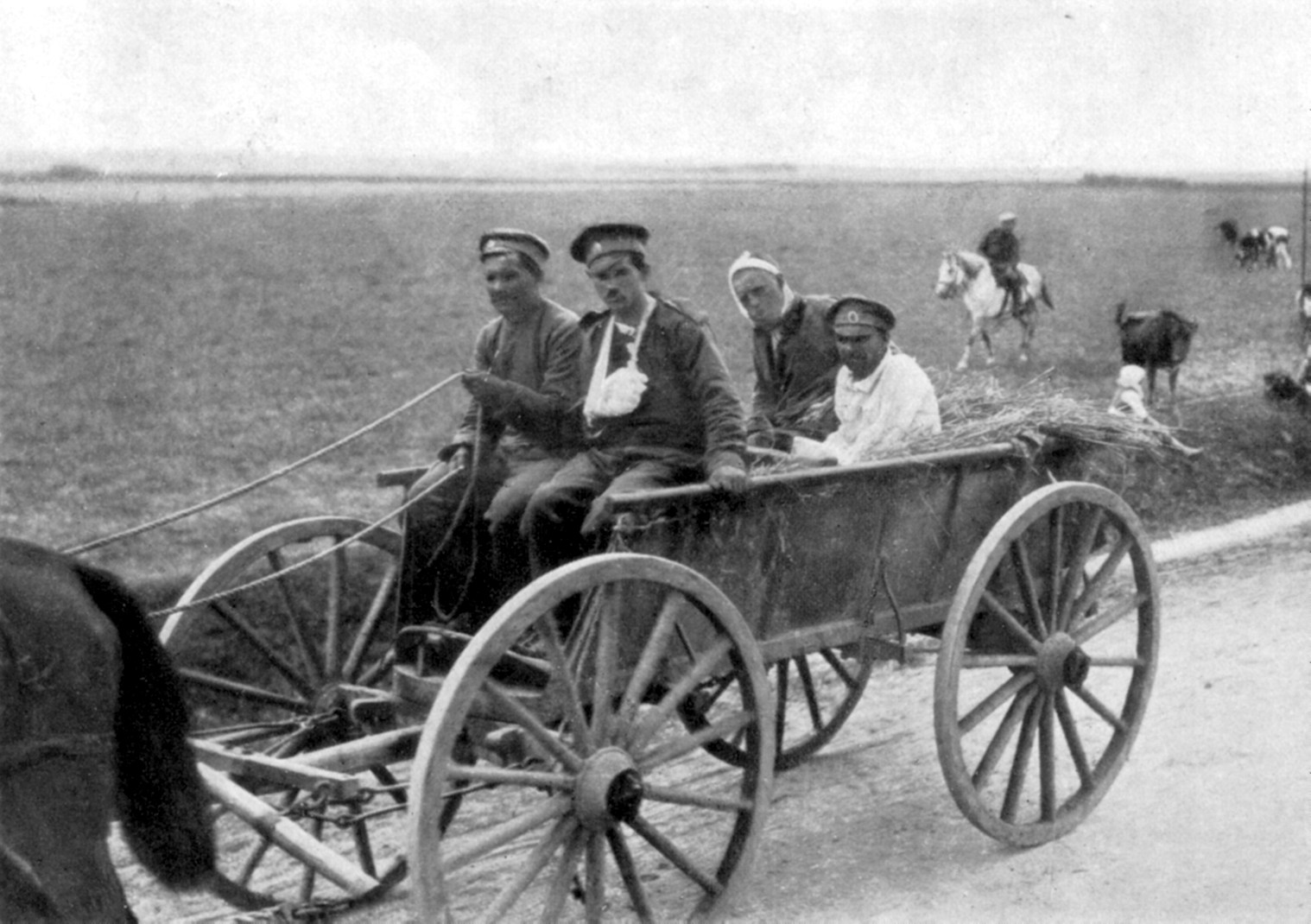
Доставка раненых в русский военный госпиталь, Первая мировая война.

В Российской империи лазареты возникли с развёртыванием в начале XVIII века регулярной армии и организационно-штатным оформлением военно-медицинской службы, термин употреблялся наряду с термином «госпиталь» для обозначения одних и тех же лечебных учреждений, разграничение понятий произошло в XIX веке.

В кампанию 1828 г. наша армия на Балканах понесла значительные потери. Самым страшным её врагом были болезни — поначалу в основном холера. С мая 1828 г. по февраль 1829 г. в полковых лазаретах находилось на излечении 75 226 легко больных, в госпиталях — 134 882 тяжело больных. Всего за это время на излечении находилось 210 108 больных. Таким образом за 10 месяцев практически каждый солдат Дунайской армии дважды побывал в лазарете. Армия потеряла около 22 000 чел. из 113 000, то есть около 19 %, она испытывала большой недостаток и в лошадях — 5000 строевых, 3100 артиллерийских и около 4000 обозных.— «Вблизи Константинополя и катастрофы: трудная война с Турцией», Политика, Адрианопольский мир, ИА REGNUM.
В военном ведомстве имперской России выделялись лазареты мирного времени (войсковые и местные) и военного времени (войсковые и дивизионные).
- Войсковые лазареты организовывались при войсковых частях[3] и военных заведениях (из расчёта три койки на 100 военнослужащих) преимущественно там, где не было местного лазарета или госпиталя. Войсковые лазареты размещались в жилых зданиях или в палатках и предназначались для оказания раненым и больным первой врачебной помощи. В военное время во время боя войсковой лазарет превращался в передовой перевязочный пункт. В некоторых гвардейских полках учреждались усиленные лазареты ёмкостью до 200 коек.
- Местные лазареты (ёмкостью до 350 коек) открывались при резервных и запасных частях войск, а также при учреждениях военного ведомства. Они принимали больных из войсковых частей, при которых были развёрнуты, из других близко расположенных частей, не имевших своих штатных лазаретов, и проходящих команд.
- Дивизионные лазареты предназначались для развёртывания в бою главных перевязочных пунктов и также участвовали в эвакуации раненых и больных из частей дивизии[4], дивизионный лазарет пехотной дивизии входил в состав 2-го отдела (санитарного) обоза и имел: три двуколки, 15 парных и 9 четвёрочных повозок (8 лазаретных линеек и дроги для шатров), всего 27 повозок и 78 лошадей.

Также существовали этапные лазареты, этапные ветеринарные лазареты и подвижные лазареты.
В Первую мировую войну создавались плавучие лазареты на 20 коек. Так назывались суда медицинского назначения небольшой ёмкости, обеспечивавшие группы кораблей малого тоннажа при базировании их на неподготовленных участках побережья или на островах.

### В ВС СССР
В ВС Союза ССР организовывались: гарнизонные, дивизионные лазареты, лазареты медпунктов войсковых частей, базовые и корабельные:
- Гарнизонный лазарет лечебно-профилактическое учреждение госпитального типа, развёртывались в небольших по численности гарнизонах. В них обеспечивалось оказание квалифицированной медпомощи, стационарное и амбулаторное лечение больных.

Врачи гарнизонного лазарета оказывали также помощь медицинской службе войсковых частей гарнизона в организации лечебной и профилактической работы.
- Дивизионный лазарет развёртывался в мирное время в соединениях, задачи и объём работы дивизионного лазарета такие же, как и гарнизонного.
- Лазарет медицинского пункта войсковой части обеспечивал обследование и лечение больных, не требующих проведения сложных диагностических методов обследования и длительного лечения, а также временную изоляцию инфекционных больных до их эвакуации в инфекционные отделения госпиталей.
- Базовый лазарет — стационарное лечебное учреждение ВМФ развёртывался для обеспечения небольших гарнизонов в удалённых (изолированных) пунктах базирования флота и обеспечивали оказание квалифицированной медицинской помощи.
- Корабельный лазарет — функциональное подразделение медпункта корабля, предназначался для больных, нуждающихся в стационарном лечении и изоляции. Объём оказываемой медпомощи — от первой врачебной до квалифицированной, что зависит от организационно-штатной структуры (типа) корабля.